# ワンケル・レックス

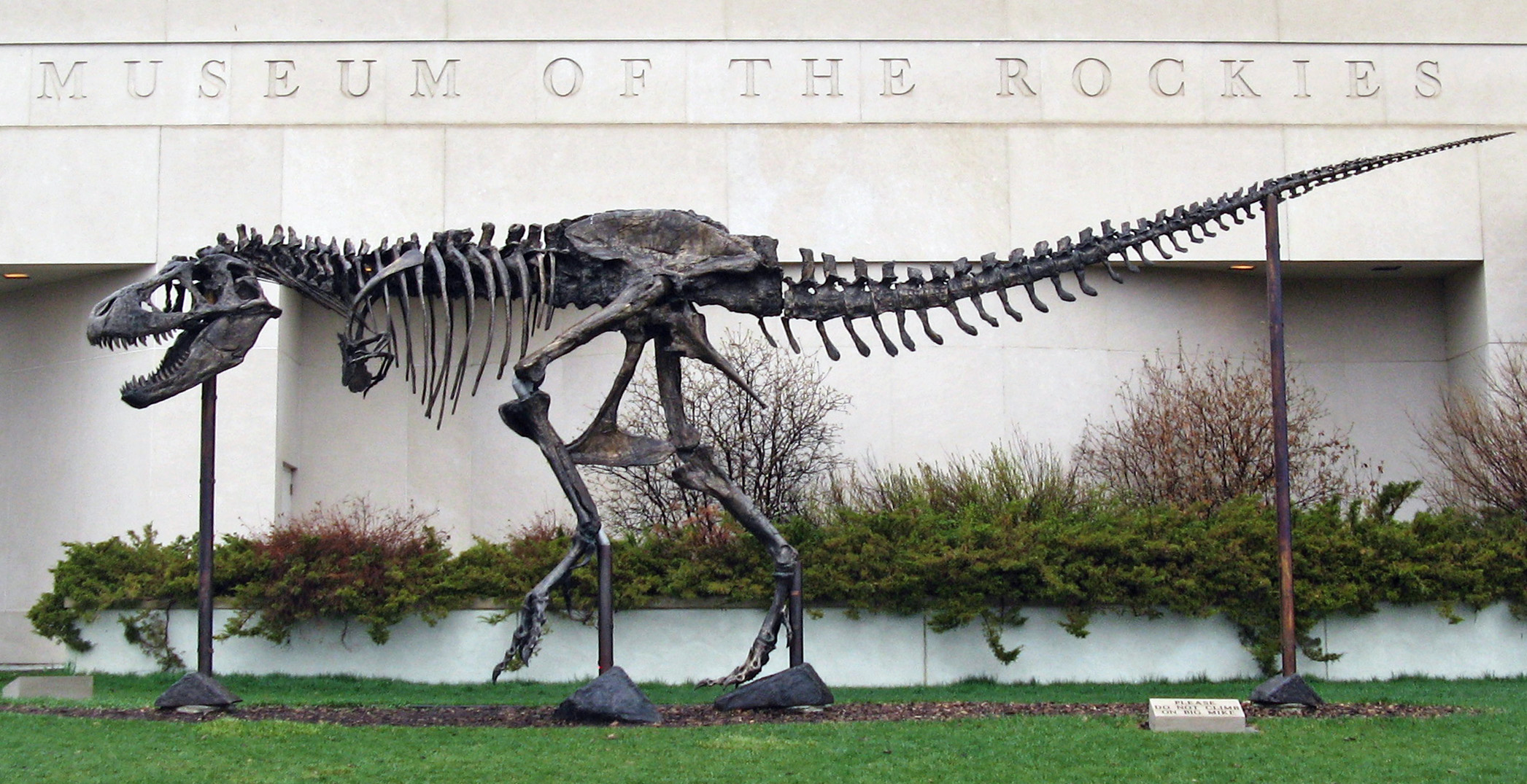
ロッキー博物館の外のワンケル・レックスのブロンズのキャスト。

ワンケル・レックス（Wankel Rex、標本番号 MOR 555）は、1988年にアメリカ合衆国モンタナ州チャールズ・M・ラッセル自然保護区で発見されたティラノサウルスの個体。前肢がほぼ完全に保存された約18歳の亜成体であり、実骨標本は2019年から国立自然史博物館で展示されている。

## 発見
1988年、キャシー・ワンケルがアメリカ合衆国モンタナ州チャールズ・M・ラッセル自然保護区でワンケル・レックスを発見した。発掘作業は古生物学者ジャック・ホーナー率いるロッキー博物館（スミソニアン博物館の1つ）のチームがアメリカ陸軍工兵司令部の補佐を受けて行った。産出したワンケル・レックスには単離した頭骨をはじめ骨格の約85%が保存されており、前肢のような細かい構造もほぼ完全に保存されていた。

## 特徴
ワンケル・レックスは18歳で死亡した個体であり、完全には成長しきっていない。全長は約11.6メートル、体重は5.8 - 10.8トン（平均8.3トン）と推定されている。現在ではスーやスコッティなどに記録を抜かれているが、発見時点では最大のティラノサウルス標本であった。
また、ワンケル・レックスは化石化した骨の中に生体分子がまだ存在するかどうかを調べるために研究された最初の化石恐竜の骨格の一つでもある。当時博士号候補者であったメアリー・シュバイツァーは、ヘモグロビンを構成する鉄の生物学的形態であるヘムを発見し、2013年に発表した。

## 展示

### 実骨標本
ワンケル・レックスの実骨はモンタナ州ボーズマンのロッキー博物館に実骨標本が長く展示されていた。
ワンケル・レックスは工兵隊が所有しており、長年ロッキー博物館での展示を許可していた。2013年6月に工兵隊はスミソニアン博物館群の1つであるワシントンD.C.の国立自然史博物館に50年契約で貸し出した。国立自然史博物館のワンケル・レックス標本は、2013年10月16日から、2014年春に博物館の恐竜ホールの展示が改装のために閉鎖されるまで展示された。2019年に再び開館してからは常設展の目玉展示となった。常設展示でのワンケル・レックスは、トリケラトプスのハッチャーを捕食する姿勢で展示されている。
なお、ロッキー博物館にはマイケル・ホランドによる頭蓋骨の鋳造復元品が展示された。また、ロッキー博物館には数多くのティラノサウルスの骨格が所蔵されており、ワンケル・レックスが移された後はペックズ・レックスが展示された。

### レプリカ

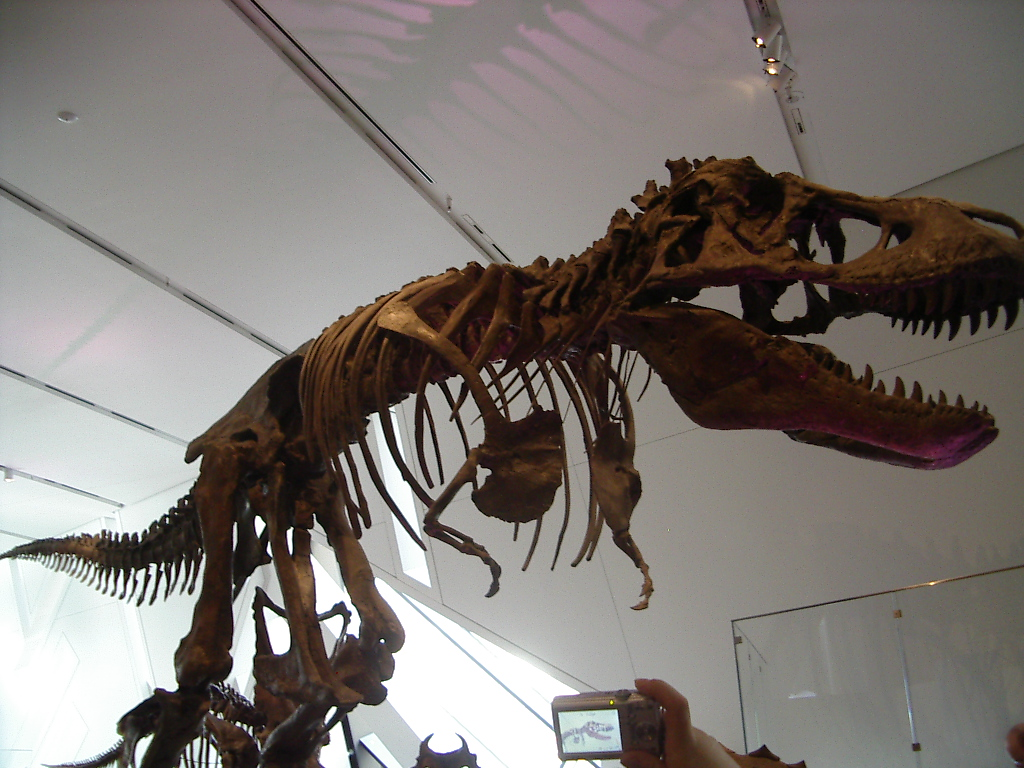
ロイヤルオンタリオ博物館のワンケル・レックス。

レプリカはスコットランド博物館、オーストラリア化石鉱物博物館、カリフォルニア大学古生物学博物館などに展示されている。また、ロッキー博物館の外にはビッグ・マイクと呼ばれるブロンズ製の標本が立っている。
日本では神流町恐竜センター（群馬県）や豊橋市自然史博物館（愛知県）、御船町恐竜博物館（熊本県）でレプリカが常設展示されており、特に神流町恐竜センターのレプリカでは産状が再現されている。また、2011年には福井県立恐竜博物館の企画展『新説 恐竜の成長』でも展示された。